# Мартинес, Ласаро (легкоатлет, 1962)
Ласаро Мартинес Деспайгне (исп. Lázaro Martínez Despaigne; род. 11 ноября 1962, La Lisa) — кубинский легкоатлет, специалист по бегу на короткие дистанции. Выступал за сборную Кубы по лёгкой атлетике в 1979—1993 годах, обладатель серебряной медали Олимпийских игр в Барселоне, бронзовый призёр чемпионата мира, победитель Всемирной Универсиады, чемпион Панамериканских игр, Центральноамериканских и Карибских игр, действующий рекордсмен страны в эстафете 4×400 метров.

## Биография
Ласаро Мартинес родился 11 ноября 1962 года в муниципалитете Ла-Лиса, Гавана, Куба.
Впервые заявил о себе в лёгкой атлетике на международном уровне в сезоне 1979 года, когда в составе кубинской сборной выиграл серебряную медаль в беге на 400 метров на соревнованиях в Праге.
В 1981 году на чемпионате Центральной Америки и Карибского бассейна в Санто-Доминго вместе с соотечественниками стал бронзовым призёром в зачёте эстафеты 4×400 метров. Будучи студентом, представлял Кубу на Всемирной Универсиаде в Бухаресте, где в той же дисциплине занял четвёртое место.
В 1983 году на Всемирной Универсиаде в Эдмонтоне финишировал восьмым в беге на 400 метров, тогда как в эстафете 4×400 метров кубинская команда сошла с дистанции в ходе предварительного квалификационного этапа. На домашнем центральноамериканском и карибском чемпионате в Гаване одержал победу в тех же дисциплинах. На Панамериканских играх в Каракасе стал серебряным и бронзовым призёром соответственно. На иберо-американском чемпионате в Барселоне завоевал две золотые награды.
Рассматривался в качестве кандидата на участие в летних Олимпийских играх в Лос-Анджелесе, однако Куба вместе с несколькими другими странами восточного блока бойкотировала эти соревнования по политическим причинам. Вместо этого Мартинес выступил на альтернативном турнире «Дружба-84» в Москве, где стал седьмым в 400-метровой дисциплине и третьим эстафете 4×400 метров.
В 1985 году дошёл до полуфинала на Всемирных легкоатлетических играх в помещении в Париже. На Всемирной Универсиаде в Кобе остановился в полуфинале программы 400 метров и победил в эстафете 4×400 метров.
В 1987 году на Панамериканских играх в Индианаполисе в беге на 400 метров и эстафете 4×400 метров занял седьмое и второе места соответственно. На чемпионате мира в Риме вместе с партнёрами по кубинской сборной завоевал бронзовую награду в эстафете 4×400 метров, уступив в финале только командам США и Великобритании.
В 1988 году отметился победой в эстафете 4×400 метров на иберо-американском чемпионате в Мехико.
В 1989 году на центральноамериканском и карибском чемпионате в Сан-Хуане выиграл серебряную медаль в дисциплине 400 метров и золотую медаль в эстафете 4×400 метров. На Всемирной Универсиаде в Дуйсбурге финишировал четвёртым в финале 400 метров. На Кубке мира в Барселоне победил в эстафете 4×400 метров.
На Центральноамериканских и Карибских играх 1990 года в Мехико стал бронзовым призёром в зачёте эстафеты 4×400 метров.
В 1991 году выиграл эстафету 4×400 метров на домашних Панамериканских играх в Гаване. На чемпионате мира в Токио дошёл до четвертьфинала в индивидуальном беге на 400 метров и занял восьмое место в эстафете 4×400 метров.
Благодаря череде успешных выступлений в 1992 году удостоился права защищать честь страны на Олимпийских играх в Барселоне — в эстафете 4×400 метров вместе с соотечественниками Эктором Эррерой, Норберто Тельесом и Роберто Эрнандесом в ходе предварительного квалификационного забега установил ныне действующий рекорд Кубы — 2:59.13, а в финале завоевал серебряную олимпийскую медаль, пропустив вперёд только титулованных американских спринтеров. Также в этом сезоне стал вторым в эстафете на домашнем Кубке мира в Гаване.
В 1993 году среди прочего выиграл эстафету 4×400 метров на Центральноамериканских и Карибских играх в Понсе, стартовал на чемпионате мира в Штутгарте. По окончании сезона завершил спортивную карьеру.
Был женат на прыгунье в высоту Сильвии Косте, их дочь Натали Мартинес тоже серьёзно занималась лёгкой атлетикой, выступала в беге с барьерами.